# Schistura imitator
Schistura imitator és una espècie de peix de la família dels balitòrids i de l'ordre dels cipriniformes que es troba a la conca del Mekong a Laos.
Els mascles poden assolir els 4,5 cm de longitud total.